# クギ子ちゃん
『クギ子ちゃん』は、『なかよし』（講談社）にて2012年1月号から2015年5月号まで連載された、PEACH-PITによる日本の漫画作品。
この項では、なかよし不定期掲載の『クギ子さん』および、月刊連載のショート漫画『クギ子ちゃん』、続編の『クギ子ちゃんがいる！』3つの物語について記す。

## 概要
『クギ子さん』は2011年9月号、2011年10月号で前後編のホラー漫画として掲載され、以降なかよしで不定期掲載されていた。内容は、架空の少女漫画家『P』が、小学生の間で噂されている架空の都市伝説『クギ子さん』の謎を追う、モキュメンタリー風のホラー漫画である。話数の数え方は「取材メモ○」。『クギ子さん』は『クギ子ちゃん』のコミックスに収録される。
『クギ子ちゃん』は2012年1月号から連載開始したコワカワ(コワいのにカワイイ)と表現されるショート漫画である。話数の数え方は「○本め」。
『クギ子さん』作中登場人物、少女漫画家「P」が、小学生の間で噂されている都市伝説『クギ子さん』を題材になかよしでショート漫画『クギ子ちゃん』を連載する、というメタな構成になっている。また、作中のクギ子さん情報は実際に誌面・ネットで募集され、読者から投稿された内容を作品内に採り入れている。1話8ページ、もしくは16ページ。2色刷り。2013年8月号で『クギ子ちゃん』再会編が完結し、9月号では特別編（コミックス未収録）を掲載。少女漫画家「P」が『クギ子ちゃん』の漫画の中に来て新章の予告をする。
『クギ子ちゃん』の新章『クギ子ちゃんがいる！』（0話）が2013年11月号から連載。話数の数え方は「第○話」。『クギ子ちゃん』の続編ではあるが、登場人物や絵柄が異なり、ページ数が増量した。『クギ子ちゃんがいる！』は2015年5月号まで連載し、『クギ子ちゃん』シリーズは完結。

## あらすじ
『クギ子ちゃん』
小学生の女の子トモちゃんはおばけ「クギ子さん」のウワサを強がって否定したために、いないと証明しようと自らクギ子さん召喚をする羽目になってしまう。果たして本当におばけのクギ子ちゃんが現れ、強引にトモダチにされてしまった。トモダチになった人間のトモちゃんとおばけのクギ子ちゃん、クラスメイトや学校のおばけ達のドタバタコメディ。
『クギ子ちゃんがいる！』
『クギ子ちゃん』の続編だが登場人物、絵柄が異なる。
よっちゃんは背が小さく可愛いために弱い子扱いされていることが悩みな小学3年生の男の子。強くてカッコイお化けが好きで「クギ子さん」に憧れを抱いていて友達になりたがる。ある雨の日、電話ボックスで「トモちゃんのシール帳」を手に入れる。次の日、クラスに転校生がやってくる。それは「クギ子さん」に似た少女、五寸鍵子（ごすん かぎこ）だった。
『クギ子さん』
少女漫画家「P」は一通のファンレターから小学生の間で「クギ子さん」という都市伝説が流行っていることを知り興味を持つ。「P」はなかよし編集者のカワモトと共に、取材や読者から募集した情報を元にした漫画連載企画を提案する。

## 登場人物

### クギ子ちゃん
トモちゃん
「クギ子ちゃん」編の主人公。本名は「仲間トモ」。小学生の女の子。ついウソをついたり、見栄を張ったり、強がってしまう等、悪い癖があるが自覚はしており直したいと思っている。
おばけのクギ子ちゃんを呼び出してしまい、そのままトモダチ1号になる。
クギ子ちゃん（クギこちゃん）
日本中でウワサのおばけの女の子。右目に眼帯、クギのギッシリ詰まったランドセルを背負いカナヅチを持っている。
出会うと片目をクギで打たれてしまうとウワサされている。また世間で囁かれている様々なウワサを特徴として持つ。
池照くんが好きでこっそりストーキングしている。
クギを打ったおばけをシール（おばけシール）に封じ込めることができる。
ギョロちゃん
いつもクギ子ちゃんと一緒にいる目玉のおばけ。言葉は話せないがクギ子ちゃんと意思疎通はできる。
学校の七ふしぎおばけを怖がる等、怖いのは苦手なようである。
しおり
トモちゃんのクラスメイトで図書委員。図書室の七ふしぎおばけに襲われるところをトモちゃんとクギ子ちゃんに助けられる。
その際トモちゃんに助けられたと勘違いし、以降トモちゃんと仲良くなる。
池照くん（いけてるくん）
トモちゃんのクラスメイト。勉強もスポーツもできる人気の美男子。
クギ子ちゃんと七ふしぎおばけの騒動によってナルシストになってしまう。
えりんちゃん
トモちゃんのクラスメイト。トモちゃんに厳しい女の子。
2人の弟（しい太、まい太）がいる。

### クギ子ちゃんがいる!
よっちゃん
「クギ子ちゃんがいる!」編の主人公。本名は「四葉（よつば）」。背が小さく可愛いくてほっとけないと周囲の人から弱い子扱いをされていることが悩みの小学3年生の男の子。
早生まれであと少しで学年が1つ下だった。主に先生や女子から可愛がられており、女子みたいとからかわれたりもする。
オカルト好き。強くて誰にも馬鹿にされないおばけ「クギ子さん」に憧れを抱いており友達になりたがっている。
とある雨の日に「トモちゃんのシール帳」を見つける。
五寸 鍵子（ごすん かぎこ）
よっちゃんたちのクラスの転校生。クギ子さんによく似ている少女。
みゆちゃん
よっちゃんの幼馴染の小学3年生。よっちゃんのことを弟扱いし、心配だから世話を焼いているが信頼している。

### クギ子さん
少女漫画家「P」
「クギ子さん」編の主人公。なかよしに連載経験を持つ男性の漫画家。自称ウソツキでカワモト曰く「notイケメン」。
なかよし読者や世間に対しては女性2人組作家というプロフィールで通しており、実際に男性であることを知るのはなかよし編集長とカワモトのみである。
カワモト
「P」を担当するなかよし編集部員の女性。

## 単行本
- PEACH-PIT 『クギ子ちゃん』 講談社〈KC デラックス〉、全3巻
  1. 2012年12月19日発行（同日発売）、ISBN 978-4-06-376745-2
  2. 2013年4月5日発行（同日発売）、ISBN 978-4-06-376803-9
  3. 2013年8月6日発行（同日発売）、 ISBN 978-4-06-376869-5
- PEACH-PIT 『クギ子ちゃんがいる！』 講談社〈講談社コミックスなかよし〉、全2巻
  1. 2014年8月6日発行（同日発売）、ISBN 978-4-06-364437-1
  2. 2015年6月5日発売（同日発売）、ISBN 978-4-06-364471-5